# پوژنا

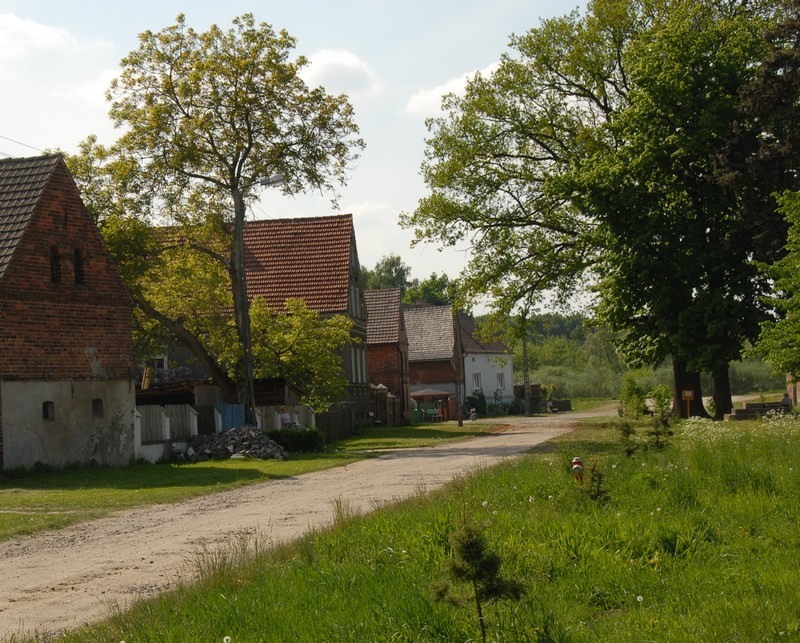
پوژنا

پوژنا (به لهستانی: Późna}} یک روستا در لهستان است که در گمینا گوبین واقع شده‌است.